# Cicindela patruela
Cicindela patruela este o specie de insecte coleoptere descrisă de Pierre François Marie Auguste Dejean în anul 1825. Cicindela patruela face parte din genul Cicindela, familia Carabidae.

## Subspecii
Această specie cuprinde următoarele subspecii:
- C. p. consentanea
- C. p. huberi
- C. p. patruela